# Коппань
Коппань (венг. Koppány; умер около 997/998) — венгерский князь из династии Арпадов, правитель области Шомодь к югу от озера Балатон. Один из главных противников Иштвана I в борьбе за власть в Венгрии.
Коппань был сыном Тар Зеринда, вероятно, правнуком Арпада. Около 971 года унаследовал власть отца в Шомоди. После принятия князем Гезой христианства в 972 году, Коппань сохранил верность традиционным языческим верованиям. Вероятно, двор Коппаня был центром притяжения сторонников национальных племенных традиций, противников христианизации и западного влияния в Венгрии. Поэтому Коппань противостоял семье князя Гезы, который внедрял западные государственные институты в Венгрии.
Осенью 997 года умер князь Геза. Согласно традиционной системе наследования, верховная власть в Венгрии должна была перейти к старейшему в правящем роде Арпадов, которым являлся Коппань. Он предъявил свои права на великокняжеский престол, а также, согласно древнему обычаю левирата, предложил вдове Гезы Шарольт стать его женой. Но великим князем провозгласил себя также сын Гезы Иштван. Между претендентами началась война. Шарольт заперлась в Веспреме, отказавшись принять предложение Коппаня. Иштван отступил в Нитру, куда стали собираться его сторонники. Иштвану оказал поддержку баварский герцог Генрих, приславший вспомогательные войска. Другие владетельные князья Венгрии, Дьюла и Айтонь остались в стороне от конфликта. Армии Коппаня и Иштвана встретились у Веспрема. Войско Иштвана представляло собой тяжеловооружённую рыцарскую конницу, в которой было много выходцев из Германии. Армия Коппаня была традиционно венгерской, времён венгерских набегов на страны Европы. В завязавшемся сражении Коппань потерпел поражение и был сражён швабским рыцарем Вецелином. Тело Коппаня было четвертовано; его части, для устрашения противников Иштвана, развешаны на стенах четырёх замков: Веспрема, Дьёра, Фехервара и Дьюлафехервара.